# Lawrence David Foldes
Lawrence David Foldes auch Lawrence D. Foldes (* 4. November 1959 in Los Angeles, Kalifornien) ist ein US-amerikanischer Regisseur, Drehbuchautor und Filmproduzent. Bekannt wurde er durch Independentfilme wie Der Fluch des ewigen Lebens, Am Himmel ist die Hölle los oder Finding Home.

## Leben
Lawrence David Foldes, geboren 1959 in Los Angeles im Bundesstaat Kalifornien, machte bereits mit sechzehn Jahren sein Abitur, anschließend studierte er an der University of California (UCLA) und der privaten Kunsthochschule der California Institute for the Arts in Valencia im Los Angeles County. Seit Anfang zwanzig ist er im Filmgeschäft in verschiedenen Funktionen tätig.
1979 gelang ihm mit dem Low-Budget Horrordrama Der Fluch des ewigen Lebens in der Besetzung Aldo Ray, Meeno Peluce und Barbara Bain der Einstieg ins Filmbusiness als unabhängiger Regisseur, Drehbuchautor und Produzent. 1980 inszenierte er mit dem Abenteuerfilm Am Himmel ist die Hölle los, einen zweiten Film mit Aldo Ray in der Hauptrolle. Zwischen 1983 und 2003 entstanden unter seiner Führung darauffolgend vier weitere Independant-Produktionen wie Young Warriors mit Ernest Borgnine und Richard Roundtree, das Actiondrama Nightforce - Schreckenskommando mit Linda Blair und Richard Lynch, die Komödie Chili Con Carne im Jahr 1995 oder das romantische Drama Finding Home mit Lisa Brenner, Misha Collins, Geneviève Bujold oder Louise Fletcher in den Hauptrollen. Der Film konnte zahlreiche internationale Festival-Preise gewinnen, darunter als Bester Film beim Memphis International Film Festival, beim Mount Shasta International Film Festival oder beim Nashville Film Festival.
Von 1983 bis 2007 war er mit der Schauspielerin Victoria Paige Meyerink verheiratet. Foldes ist der Schwiegersohn der Schauspielerin Jeanne Baird.

## Auszeichnungen
- 2003: Angel Film Award beim Monaco International Film Festival in der Kategorie Best Director
- 2004: R.I.F.F. Jury Award beim Rome International Film Festival, USA in der Kategorie Best Screenplay

## Filmografie (Auswahl)

### Als Regisseur
- 1979: Der Fluch des ewigen Lebens (Don't Go Near the Park)
- 1980: Am Himmel ist die Hölle los (The Great Skycopter Rescue)
- 1983: Young Warriors
- 1987: Nightforce - Schreckenskommando (Nightforce)
- 1995: Chili Con Carne (Prima Donnas)
- 2003: Finding Home

### Als Drehbuchautor
- 1979: Der Fluch des ewigen Lebens (Don't Go Near the Park)
- 1980: Am Himmel ist die Hölle los (The Great Skycopter Rescue)
- 1981: Lovely But Deadly
- 1983: Young Warriors
- 1995: Chili Con Carne (Prima Donnas)
- 2003: Finding Home

### Als Produzent
- 1979: Der Fluch des ewigen Lebens (Don't Go Near the Park)
- 1979: Malibu High
- 1980: Am Himmel ist die Hölle los (The Great Skycopter Rescue)